# João Domingues Arêde
João Domingues Arêde (Macieira de Alcoba, 11 de diciembre de 1869—octubre de 1953) fue un sacerdote en Cucujães (de 1900 a 1932), e historiador portugués. 
João Domingues Arêde dedicó gran parte da su vida a estudios regionales. Arêde falleció en 1953, y está sepultado en el cementerio de Cucujães.

## Obras
- Subsidiário moral para a educação e instrução da juventude luso-brasileira; Porto: Figueirinhas. 1912
- Cucujães; pref. A. J. Ferreira da Silva; Porto: Ed. Emp. Gráf. A Universal, 1914
- Estudos sobre antiguidades dos povos da Terra de Santa Maria da Feira e etnologia e etiologia da região do Caramulo; Coimbra: Imprensa da Universidade, 1919
- Cucujães e mosteiro com seu couto nos tempos medievais e modernos; Famalicão: Tip. Minerva, 1922
- Estudos regionaes: Subsídios para a história da antiga terra do Prestimo e terras que foram do seu termo (...); 1925
- Manual de instrução moral e cívica; Cucujäes: Esc. Tip. do Seminário das Missões, 1935
- Museu arqueológico e etnológico de Cucujães - breve notícia histórica da freguesia e via do Couto de Cucujães e catálogo do seu museu; Cucujães: Esc. Tip. do Seminário das Missões, 1935
- Subsídios para a história de Macieira de Alcoba, do concelho de Águeda; Coimbra: 1940
- Memórias: esboço de uma autobiografía; Coimbra: Coimbra Editora, 1947
- Breves apontamentos sobre a terra de Loureiro; Coimbra: Coimbra Editora, 1949
- Santa Maria de Ul; Coimbra: Coimbra Editora, 1951
- Madaíl, do concelho de Oliveira de Azeméis, bispado do Porto; Coimbra: Ofic. Gráf. da Coimbra Editora, 1953

- Datos: Q5493123